# کیم سو وون
کیم سو جونگ (کره‌ای: 김소정؛ زادهٔ ۷ دسامبر ۱۹۹۵) که به‌طور حرفه‌ای با نام کیم سو وون (کره‌ای: 김소원) شناخته می‌شود، بازیگر، خواننده و رقصنده اهل کره جنوبی است. او به عنوان عضو سابق گروه دخترانه کره‌ای جی‌فرند شناخته می‌شود.

## اوایل زندگی و تحصیلات
کیم زادهٔ ۷ دسامبر ۱۹۹۵ در سئول، کره جنوبی است. او در سال ۲۰۱۴ از دبیرستان هنر هانلیم در رشته مدلینگ فارغ‌التحصیل شد. او در سال ۲۰۱۶ وارد دانشگاه زنان سونگ‌شین در دپارتمان بازیگری فیلم و رسانه شد.

## حرفه

### ۲۰۱۰–۲۰۱۴: پیش از آغاز فعالیت
پیش از آغاز فعالیت، کیم به مدت ۴ سال کارآموز دی‌اس‌پی مدیابود. پس از ترک دی‌اس‌پی مدیا، او به سورس میوزیک پیوست، جایی که به مدت ۱ سال و ۶ ماه کارآموز بود پیش از اینکه به عنوان عضوی از گروه جی‌فرند فعالیتش را آغاز کند.

### ۲۰۱۵–۲۰۲۰: آغاز فعالیت با جی‌فرند، فعالیت‌های انفرادی و منحل شدن
در ۱۵ ژانویه ۲۰۱۵، کیم به عنوان عضو گروه دخترانه جی‌فرند با نام هنری سو وون و انتشار آلبوم چندآهنگه فصل شیشه‌ای فعالیتش را آغاز کرد.
در ۲۵ ژوئیه ۲۰۱۸، کیم به عنوان میزبان اصلی برنامه زیبایی شبکه ام‌بی‌سی به نام به من نگاه کن بود که اولین تجربه میزبانی او در برنامه‌های تلویزیونی به‌شمار می‌آمد.
در ۱۸ مه ۲۰۲۱، سورس میوزیک اعلام کرد که اعضای جی‌فرند قصد تمدید قرارداد با این آژانس را ندارند. گروه در ۲۲ مه ۲۰۲۱ به صورت رسمی منحل شد.